# Nico Rolle

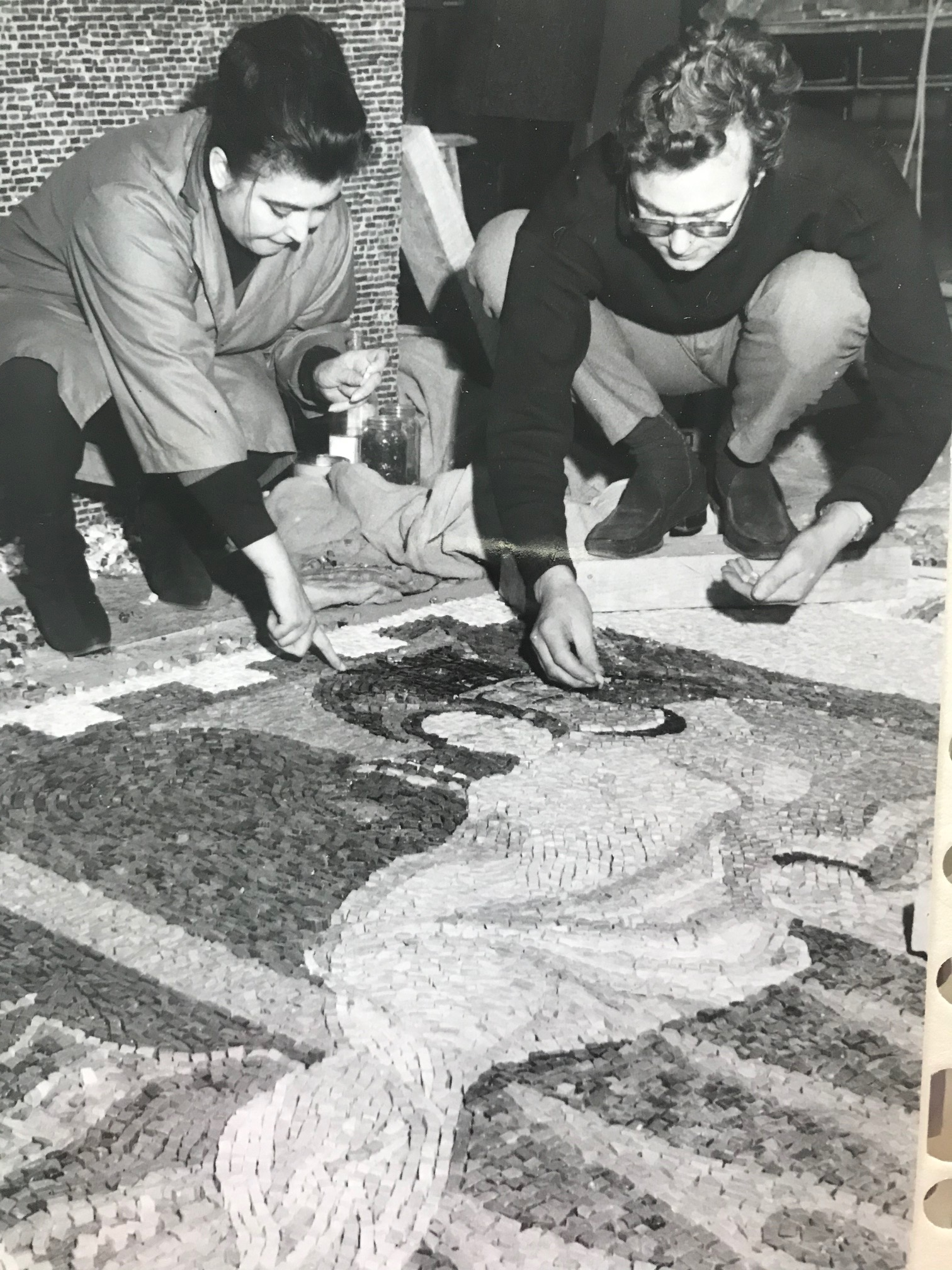
Nico (rechts) en Lisa Rolle

Nico Rolle (Amsterdam, 2 januari 1929 - 22 oktober 1976) was een Nederlandse monumentaal kunstenaar, politiek tekenaar en schilder. In 1959 werd hem de Prix de Rome toegekend in de monumentale en versierende schilderkunst.

## Werk
Rolle werd opgeleid aan het Instituut Opleiding tot Tekenleraren en de Rijksakademie van beeldende kunsten, beide te Amsterdam.
In 1963 verzorgde Rolle de decoratieve aankleding van het gebouw van keel-, neus- en oorheelkunde van het Academisch Ziekenhuis in Leiden. In 1964 maakte hij een 20m2 groot glasmozaïek in de entreehal van het kantoorpand van Buma aan de Marius Bauerstraat te Amsterdam. 

### Die Port van Cleve
Samen met zijn vrouw Lisa Rolle-Gerth maakte hij in opdracht van Heinekens Bierbrouwerij Maatschappij N.V. muurschilderingen in het restaurant Die Port van Cleve. De onthulling van deze schilderingen werd in 1964 verricht door bekende Amsterdammers. Zo onthulde Freddie Heineken de afbeelding van stoombrouwerij 'De Hooiberg', de destijds beroemde hoofdagent A. Walraven de plaat van het Muntplein en de eigenaar van rondvaartrederij P. Kooy de schildering van de Grimnessesluis. Rolle en zijn vrouw werkten vijftig nachten aan het project zodat de zaak overdag gewoon open kon zijn.

### Telegraaf
Rolle begon in 1966 als tekenaar bij De Telegraaf. De hoofdredacteur van die krant, J.J.F. Stokvis, wilde het huwelijk van kroonprinses Beatrix op een bijzondere manier in het dagblad weergeven. Hij vroeg professor N. Vroom, directeur van de Rijksacademie van Beeldende Kunst wie de meest talentvolle van de jonge tekenaars van Nederland was. Vroom noemde Rolle's naam en dat was het begin van zijn carrière bij De Telegraaf. Zijn werk was bijna dagelijks in de krant te zien en werd door journalist Henk de Mari omschreven als 'geestig, vrolijk, vindingrijk tot in het absurde, melancholiek en soms erg droevig. En altijd verschrikkelijk en dus soms ook genadeloos menselijk’.
- International Standard Name Identifier: 0000 0003 9381 286X
- Library of Congress Control Number: n2015054852
- Nederlandse Thesaurus van Auteursnamen: 072139366
- RKD-Nederlands Instituut voor Kunstgeschiedenis: 67813
- Virtual International Authority File: 288143105